# Ознаке, симболи и чинови ЈВуО
Југословенска војска у Отаџбини је највећим делом преузела ознаке, симболе и чинове Југословенске војске.

## Заставе

### Пуковске заставе Краљевине Југославије
Формације Југословенске војске у отаџбини су користиле различите заставе зависно од прилика и сопствених могућности, али увек са изразитим националним и ројалистичким мотивима.
Наредник Божо Перовић је у Априлском рату 1941. године, успео да спасе заставу 41. пешадијског пука Југословенске војске. Он је затим био у првој групи која је 11. маја са пуковником Драгољубом Михаиловићем стигла на Равну гору, те је ова застава постала уједно и прва застава Команде четничких одреда, из које ће касније настати Врховна команда Југословенске војске у Отаџбини. Употреба пуковских застава имала је за циљ да јасно потврди континуитет ЈВуО са Југословенском војском, који је и признат од стране Министарског савета Краље
Једна пуковска застава је ношена и током битке на Љубићу у новембру 1941. године после опсаде Краљева, а са бојишта ју је извукао поручник Мико Белић из села Остра. Након рата ју је скривао испод кућног прага, а она је рестаурирана 2004. године и чува се у Народном музеју Краљево.
Фотографије са полагања заклетве припадница Млавског корпуса, која је уприличена 3. јуна 1942. године код манастира Горњак, сведоче да су командни (пратећи или штабни) вод користио пуковску заставу Југословенске војске,
На лето 1944. године, Други равногорски корпус је извршио смотру у краљевачком селу Лазац и том приликом је освештано пет пуковских застава, које су највероватније додељене бригадама корпуса. Овај догађај је фотографисао Александар Аца Симић, фотограф при Врховној команди.
Познате су бројне фотографије припадника Делиградског и Млавског корпуса са пуковским заставама Југословенске војске.

### Четничке заставе
Поједине формације Југословенске војске у отаџбини су користиле и четничку заставу. На неколико сачуваних фотографија које су познате широј јавности, виде се припадници ЈВуО са заставама на којима се налази Адамова глава, као један од симбола Четничких јединица Југословенске војске. Ове заставе су обично имале исписане гесло С вером у Бога, за краља и отаџбину или С вером у Бога, слобода или смрт. Ову заставу су обично носиле и користиле оне јединице које су се само формално налазиле под командом генерала Михаиловића, али су услед различитих околности условљених специфичним приликама у посебним окупационим зонама уживале одређени степен аутономије у деловању.
На једној од таквих фотографија која је настала на полагању заклетве у Шкарама 1942. године, видимо команданта Штаба 503 истакнутог дела Врховне команде мајора Славка Бјелајца, потпоручника Васа Маријана и командант Јуришног одреда капетана Сергија Живановића, заједно са четничком заставом.
Сачувана је и фотографија из јесени 1943. године, на којој командант Делиградског корпуса ваздухопловни мајор Бранивоје Брана Петровић држи тек освештану заставу у порти цркве Светог Петра у селу Подгорце. Реч је о југословенској тробојки преко које је нашивена Адамова глава. Позната је и фотографија припадника Динарске четничке дивизије, који носе једну овакву заставу.
Исту заставу су користили и четници војводе Косте Миловановића Пећанца. Мртвачка глава је била и ознака Антикомунистичке добровољачке милиције.

### Националне заставе
Југословенска војска у отаџбини је користила српску и југословенску националну тробојку, а у Црној Гори и заставу Краљевине Црне Горе. Српску и југословенску тробојку су носили припадници Сокобањске бригаде Делиградског корпуса приликом уласка уСокобању 1943. године, о чему сведочи једна фотографија.
Други косовски корпус је имао за своју заставу српску националну тробојку са ћириличким натписом Осветници Косова.

## Униформе
Припадници ЈВуО су, услед окупације и герилског начина деловања, били усмерени да носе оне униформе са којима су располагали. Тако су официри који су избегли заробљеништво после Априлског рата 1941. године, углавном носили прописане униформе Југословенске војске са ознакама рода и службе којим су припадали до рата, односно чином који су имали. Жандарми Краљевине Југославије који су се нашли у редовима Југословенске војске у Отаџбини, носили су жандармеријске униформе.
Неколико сачуваних фотографија из 1943. године, чији је аутор фотограф Врховне команде Александар Аца Симић, приказује министра војске, морнарице и ваздухопловства Краљевине Југославије и начелника штаба Врховне команде армијског генерала Драгољуба Дражу Михаиловића у британској војној униформи и са шајкачом Југословенске војске.
Већина припадника Југословенске војске у Отаџбини је била упућена да носи своје народно (сељачко) одело. Ово је било врло практично, јер у условима герилског рата није било могућности да се велики број људи стално држи на окупу, односно у шуми, па је већина седела код својих кућа и чекала позив или повремено одлазила на одсуство. Тада би им народна ношња значајно омогућавала кретање по окупираној територији, будући да би при сусрету са окупационим властима или војницима били препознати као обично становништво. Из наведених практичних разлога, многи официри су се одлучили да користе народно одело и да се тако лакше крећу кроз непријатељску територију, не привлачећи пажњу.

## Галерија

### Заставе
- Припадници Млавског корпуса полажу заклетву код манастира Горњак (3. јун 1942)
- Мајор Славко Бјелајац, потпоручник Васо Маријан и капетан Сергије Живановић, након полагања заклетве у Шкарама 1942. године.
- Командант Динарске четничке дивизије војвода Момчило Ђујић (стоји у средини са митраљезом) и мајор Миодраг Палошевић (изаслаником генерала Михаиловића), негде на Динари крајем 1942. године
- Командант Делиградског корпуса ваздухопловни мајор Бранивоје Брана Петровић држи тек освештану заставу (1943)
- Припадници Динарске четничке дивизије са српском националном тробојком
- Припадници Сокобањске бригаде Делиградског корпуса улазе у Сокобању (1943)
- Четници Делиградског корпуса
- Четници са пуковском заставом Југословенске војске из Велике Сејанице
- Четници лесковачког краја
- Командант Млавског корпуса потпуковник Синиша Оцокољић Пазарац са британским официром, капетаном Јагошем Живковићем и капетаном Пајом Вујашићем
- Освећење застава Другог равногорског корпуса у селу Лазац 1944. године (фотографисао Александар Аца Симић)
- Припадници Делиградског корпуса у селу Ражањ (1944)
- Заклетва Сврљишке бригаде Књажевачког корпуса у Галибабинцу, на челу командант бригаде поручник Мирко Ћирковић (фебруар 1945)
- Четници негде у емиграцији непосредно по крају рата, носе заставу Краљевине Црне Горе